# Kloster Zografou

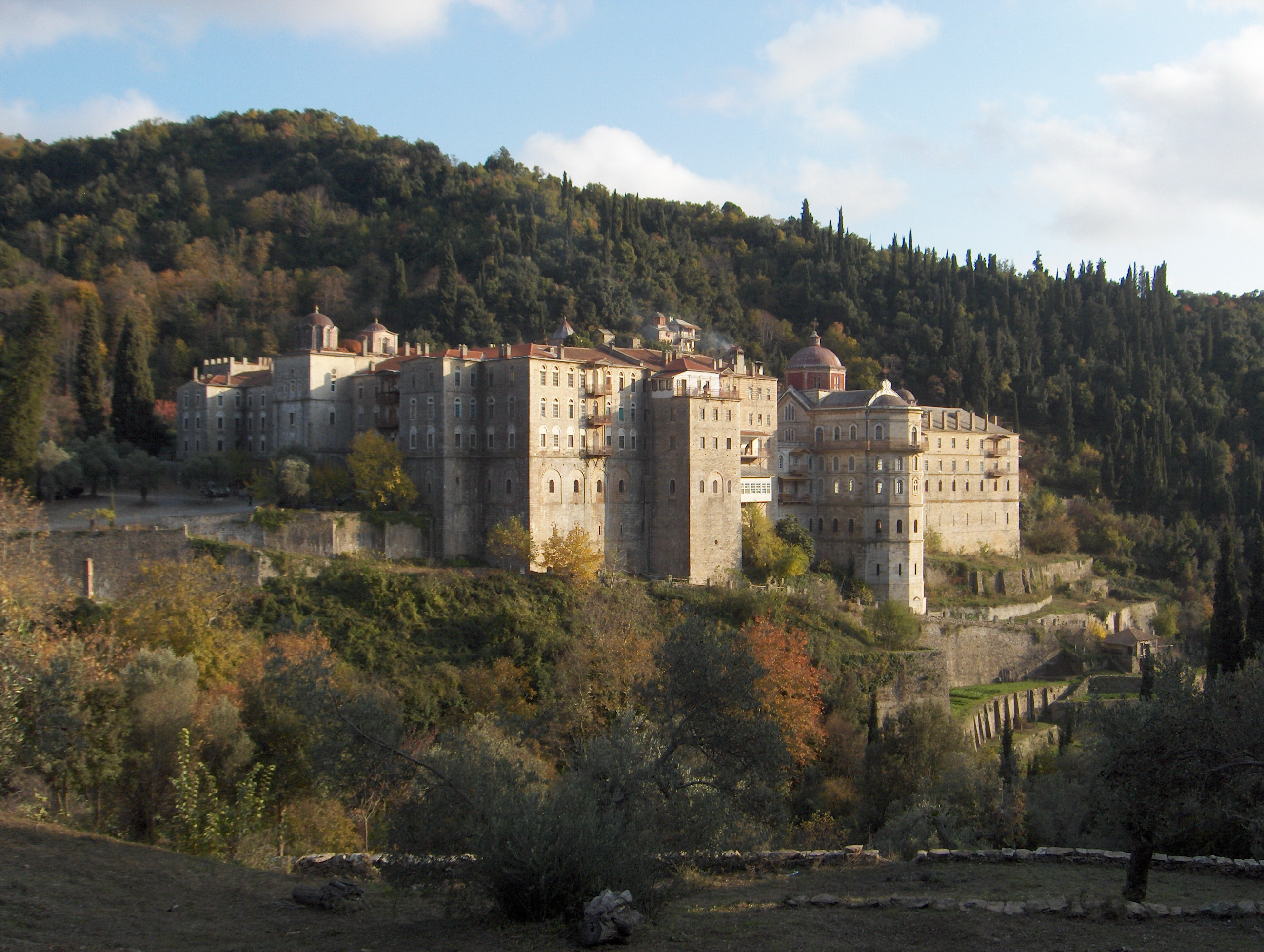
Kloster Zografou

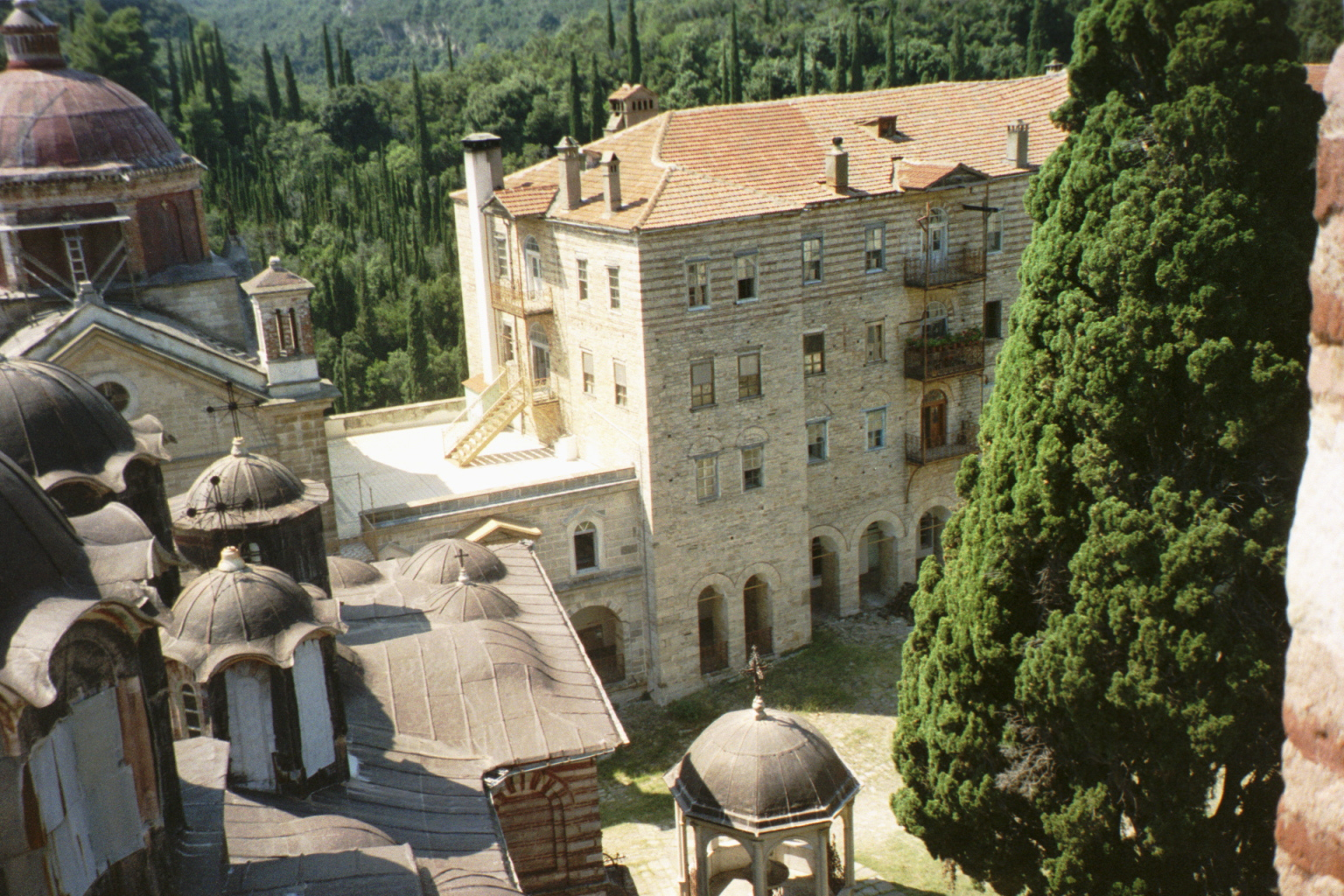
Blick vom Glockenturm

Das Kloster Zografou (mittelgriechisch Μονή Ζωγράφου, bulgarisch Зографски манастир,  häufig auch Kloster Zographou) ist eines der 20 Klöster der Mönchsrepublik Athos. Der offizielle Name des Klosters ist Kloster des Heiligen Georg Sograf (bulg. манастир „Светѝ Гео̀рги Зогра̀ф“/Sweti Georgi Sograf, dt. Kloster des Hl. Georg des Malers).
In der hierarchischen Ordnung ist es das neunte Kloster der Athosklöster. Die Mönche dort sind heute bulgarischer Herkunft.
Hauptfesttage des Klosters sind der 23. April, Namenstag des Hl. Georg, und der 10. Oktober, Namenstag der Hl. Märtyrer von Zografou. Das Kloster ist Namensgeber für den Zograf Peak, einen Berg auf der Livingston-Insel in der Antarktis.

## Lage

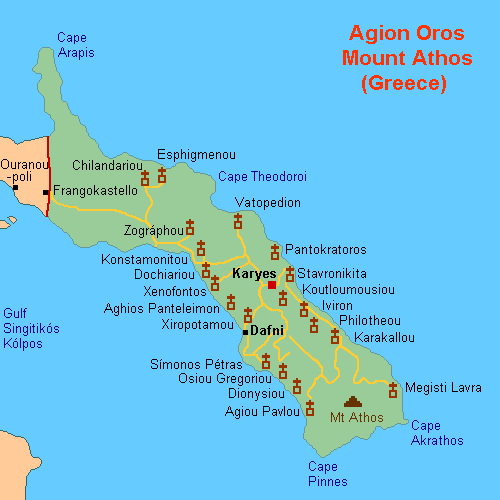
Karte der Athos-Klöster

Zografou ist das am weitesten nördlich liegende Kloster an der Südwestseite des Athos. Das Kloster liegt auf 152 m üNN an einem Gebirgshang über der Schlucht des Baches Zográfitikos Lákos und ist vom Meer aus nicht zu sehen.

## Geschichte
Nach der Legende wurde das Kloster Anfang des 10. Jahrhunderts von drei Brüdern Moses, Aaron und Ioannes aus Ohrid während der Herrschaft von Kaiser Leo VI. gegründet. Die Gründungslegende berichtet, dass sich die Brüder nicht auf einen Schutzheiligen für das Kloster einigen konnten. Daraufhin stellten sie in der Kirche eine leere Holztafel auf und baten um ein göttliches Zeichen. Am nächsten Morgen fanden sie das nicht von Menschenhand geschaffene Bild des Hl. Georg auf der Ikone. Daher wurde das Kloster dem Hl. Georg geweiht und erhielt den Beinamen Zografou (Kloster des Malers).
Bereits das erste Typikon des Athos von 972 weist die Unterschrift eines Mönches Geórgios o zográphos (Γεώργιος ο ζωγράφος, Georg der Maler) auf. Da er jedoch nicht als Hegumenos bezeichnet wird, war er zu diesem Zeitpunkt noch nicht Abt eines Klosters. Wahrscheinlich ist, dass es sich um den Führer einer Mönchsgemeinschaft handelte, aus der sich in der Folge das Kloster bildete. Das Kloster erhielt seinen Namen nach dem Schutzheiligen dieses Georg, dem Hl. Georg, und seinem Beruf.
Die älteste Erwähnung des Klosters findet sich in einer Urkunde von 980, danach wird es erst wieder in Quellen aus der Mitte des 11. Jahrhunderts erwähnt.
Am 10. Oktober 1276 wurden 26 Mönche, die gegen die Union der orthodoxen mit der katholischen Kirche nach dem Zweiten Konzil von Lyon 1274 eingetreten waren, beim Angriff der Katalanischen Kreuzfahrer verbrannt. Ein 1873 errichtetes Marmor-Kenotaph erinnert an diese Begebenheit.
Wie alle Athosklöster wurde das Kloster 1307 bis 1309 durch die Katalanische Kompanie geplündert und verwüstet.
Nur durch die große Unterstützung, vor allem durch die bulgarischen Zaren, sowie durch die Palaiologen-Kaiser Andronikos II., Michael IX. und Johannes V. und andere südosteuropäische Herrscher konnte das Kloster schwere Schicksalsschläge, wie 1308 die Plünderung und das Niederbrennen des Klosters durch die Katalanische Kompanie überwinden.
Zar Iwan Alexander von Bulgarien war Ktitor des Klosters im Jahre 1342.

## Bauten

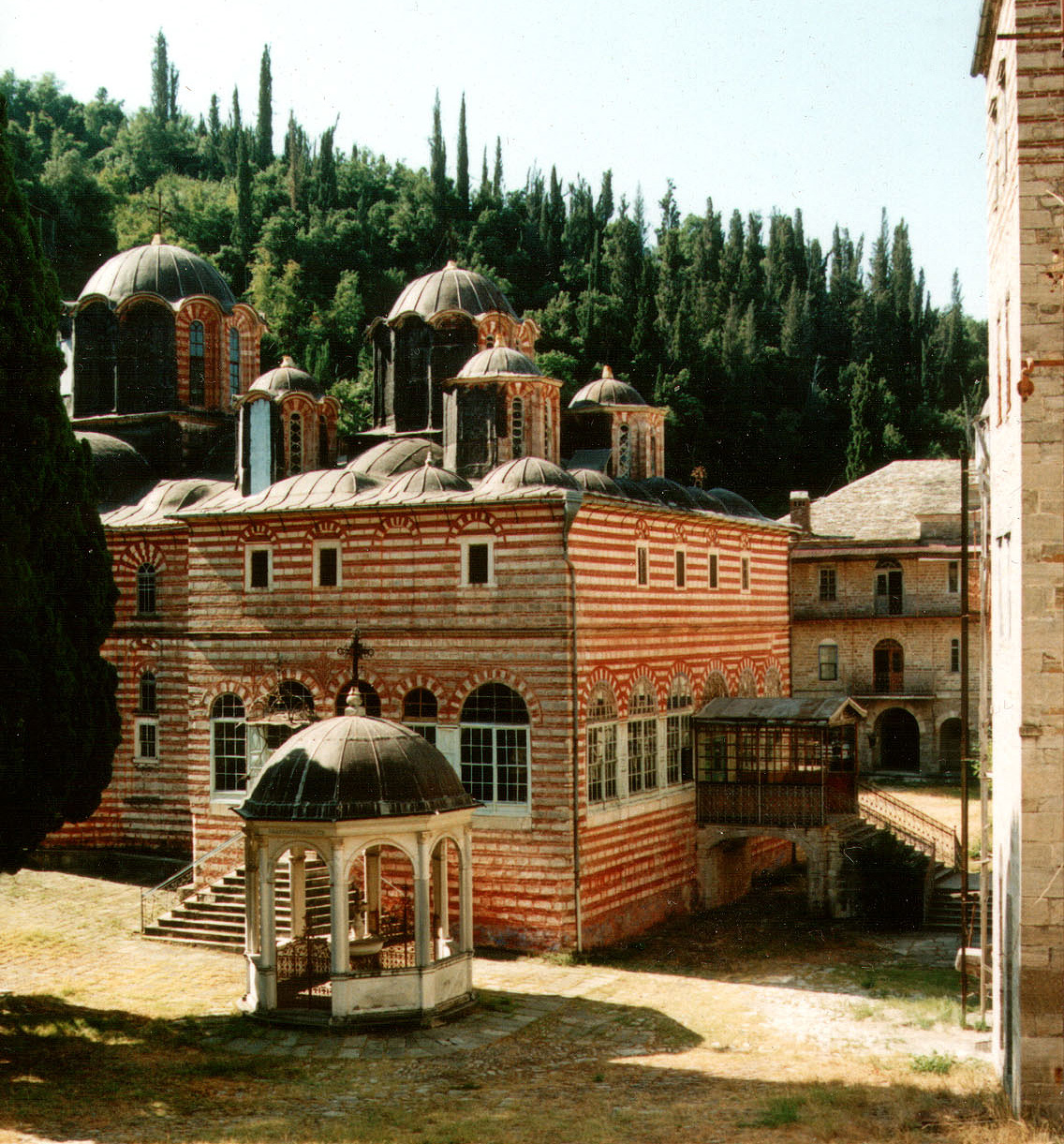
Katholikon des Klosters Zografou, frühes 19. Jahrhundert

Die heute sichtbaren Bauten des Klosters gehen auf eine Erneuerung im 19. Jahrhundert zurück.

## Bibliothek
Die Bibliothek umfasst 126 griechische und 388 slawische Handschriften sowie über 8000 Bücher. 1843 wurde dort der nach dem Kloster benannte Codex Zographensis entdeckt, der eine der wichtigsten altkirchenslawischen Evangelienhandschriften darstellt und 1860 dem russischen Zaren geschenkt wurde. Heute befindet er sich in der Russischen Nationalbibliothek in Sankt Petersburg. In der Klosterbibliothek wird u. a. noch die Witoscha-Urkunde (bulg. Витошка грамота) aufbewahrt.
Die Bibliothek des Klosters beherbergt weiter das Autograph der Slawo-bulgarischen Geschichte von Païssi von Hilandar, die im benachbarten Kloster Hilandar geschrieben wurde. 1985 gelang es der bulgarischen Staatssicherheit durch die Operation „Maraton“, das Werk aus dem Kloster zu stehlen und nach Bulgarien zu bringen. Nach dem Fall des Kommunismus in Bulgarien gab 1998 der bulgarische Präsident Petar Stojanow das Original dem Kloster zurück.
Ende Oktober 2017 wurde eine 10-jährige Kooperationsvereinbarung mit der Universität Sofia „Hl. Kliment Ohridski“ unterschrieben, um das Projekt „Digitales Archiv von Zograph“ weiterzuentwickeln. Noch 2010 stießen die Wissenschaftler auf ein berechtigtes Misstrauen der Mönche. Nicht nur war die Slawo-bulgarischen Geschichte über viele Jahre dem Kloster entwendet worden, auch kauften Wissenschaftler wertvolle Manuskripte für wenig Geld, ohne die Mönche über deren wahren Wert zu informieren. Als diese Methode aufflog, erschlichen sie sich das Vertrauen der Mönche und gaben vor, die Handschriften zu Forschungszwecken nur auszuleihen, gaben diese dann aber nicht mehr zurück. Erst nach vier Jahren der Überzeugungsarbeit über den Wert einer Digitalisierung konnte 2014 im kleinen Rahmen mit vorsichtigen Anfängen begonnen werden. Das Kloster reorganisierte in diesem Zusammenhang sein Archiv mit modernsten Mitteln.

Ansicht des Klosters von 1744 von Wassili Grigorowich Barskii, vor den Erneuerungen des 19. Jahrhunderts
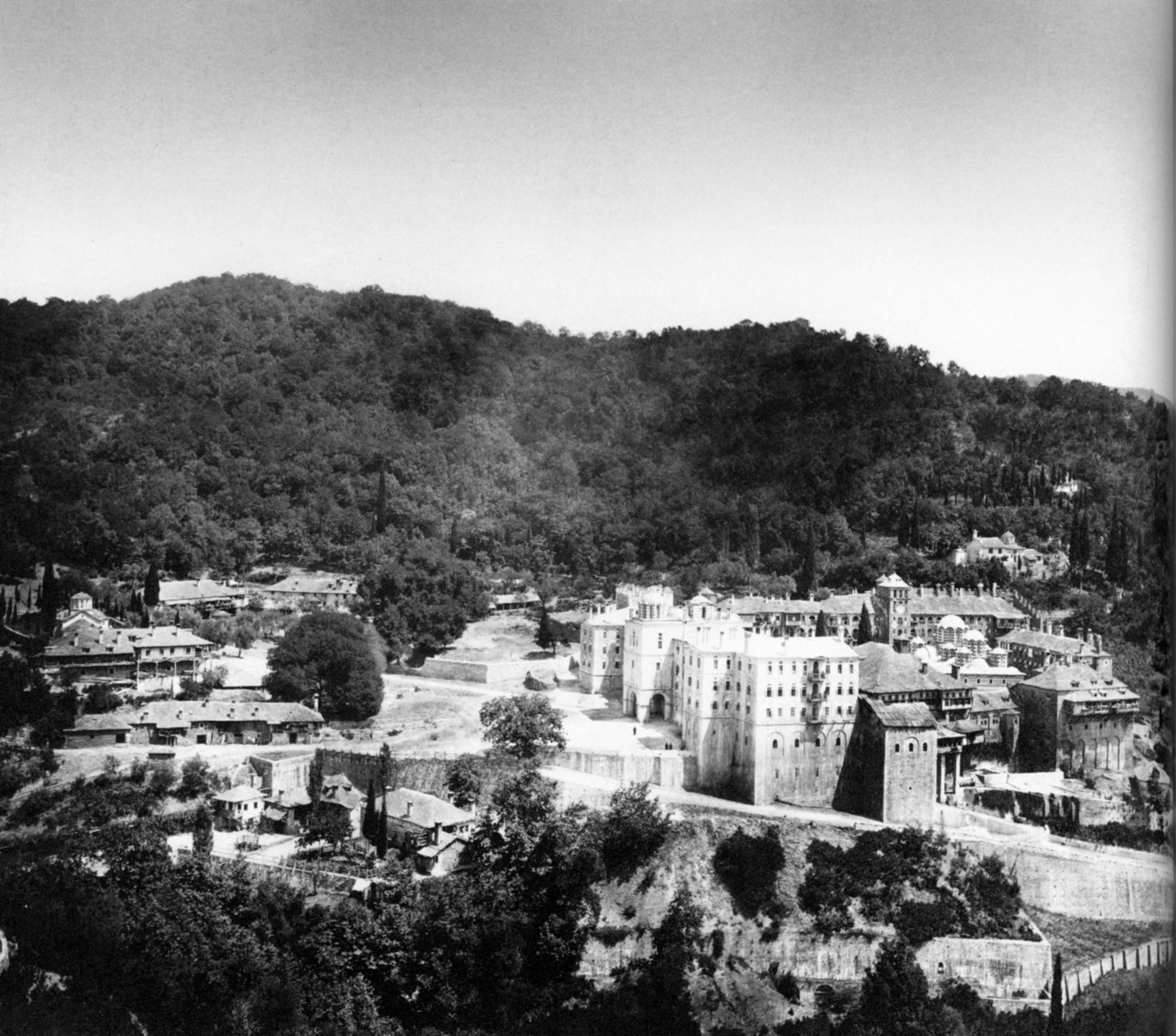
Gesamtansicht des Klosters, ca. 1860–70
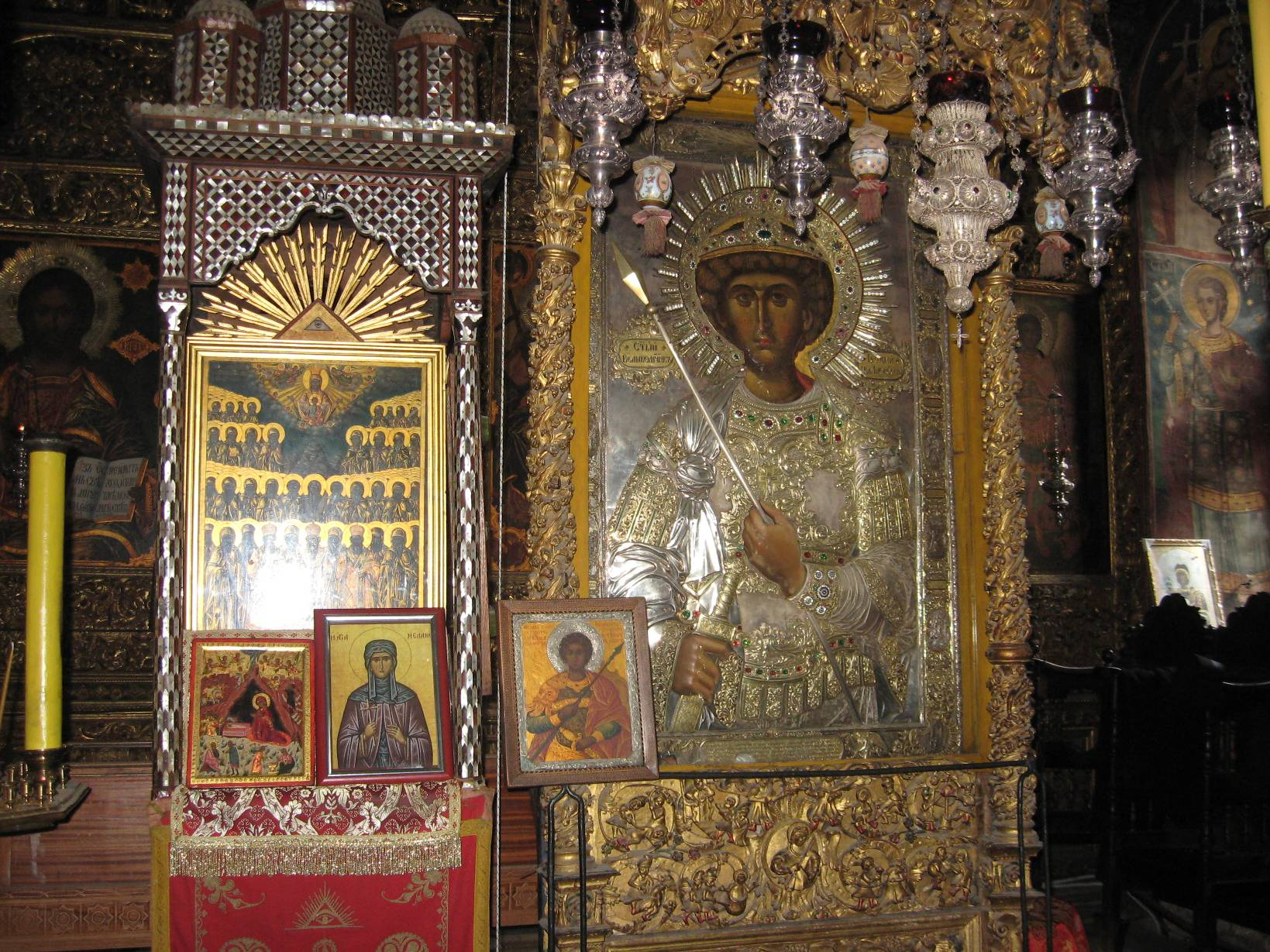
Ikonen im Inneren des Katholikons
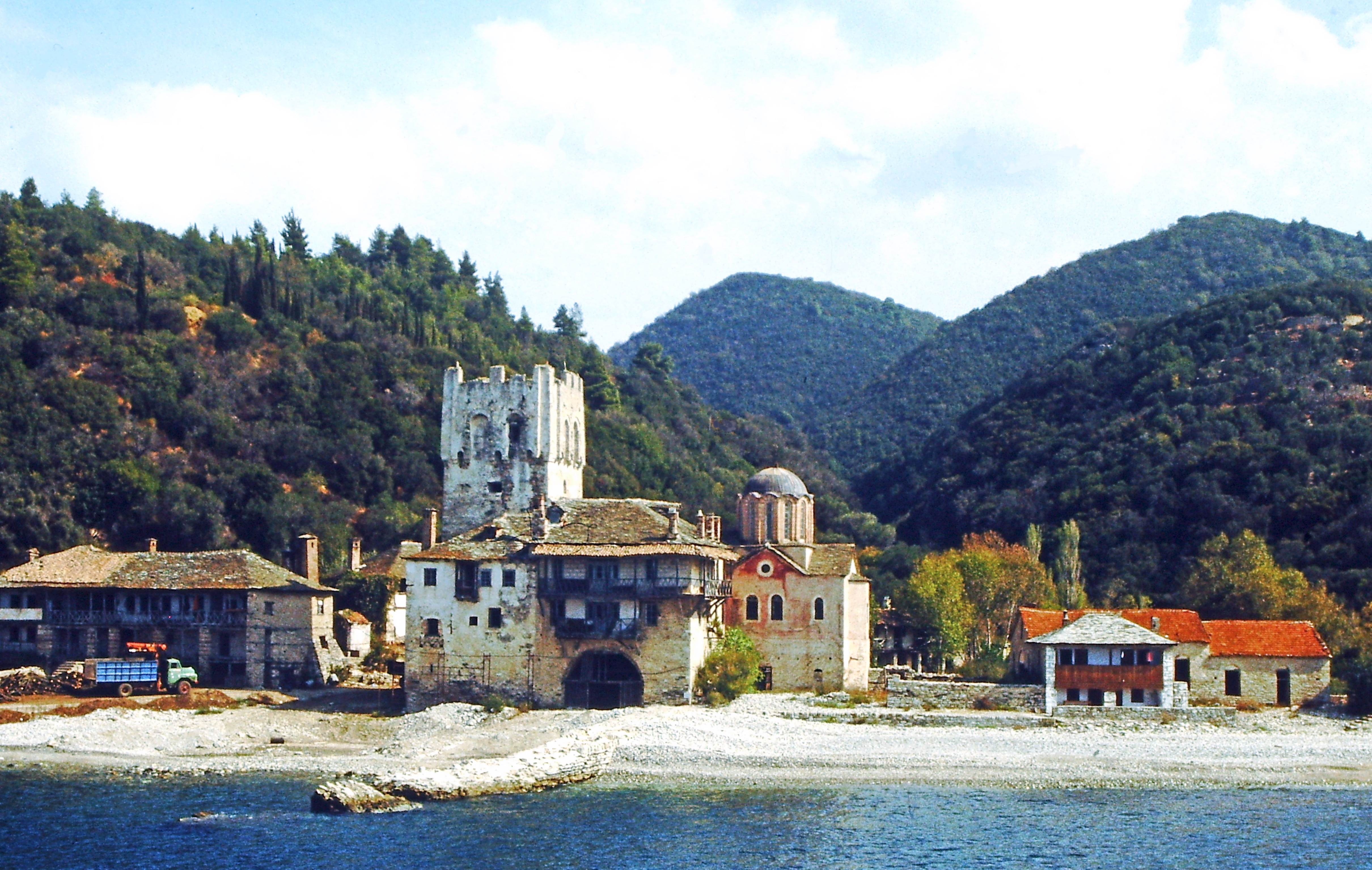
Arsanas des Klosters